# Canali semicircolari
I canali semicircolari sono una componente dell'orecchio interno e facenti parte dell'apparato vestibolare. In numero di tre, costituiscono parte sia del labirinto osseo che del labirinto membranoso contenuti nella piramide dell'osso temporale.
I canali sono orientati nei tre piani dello spazio e quindi sono l'ideale per la rilevazione di accelerazioni angolari dovute alla rotazione della testa. Per via di questa caratteristica, ogni canale viene definito in base alla sua posizione:
- verticale: superiore o anteriore;
- verticale: posteriore;
- orizzontale: laterale od orizzontale.

I due canali verticali sono disposti ortogonali fra loro.

## Disposizione e rapporti
I canali semicircolari sono posti posterosuperiormente al vestibolo, corrispondono a circa due terzi di circonferenza, un calibro di circa 0,8 mm e presentano lunghezze differenti.
Tutti i canali semicircolari si aprono nell'utricolo presente nella cavità del vestibolo.
I canali posteriore ed anteriore sono perpendicolari al canale laterale ed ortogonali fra loro. Per via di questa proprietà, mentre i due canali laterali controlaterali giacciono sullo stesso piano, il canale posteriore di un lato è complanare con il canale superiore controlaterale, ma non con quello posteriore.

## Vascolarizzazione e innervazione

Labirinto e strutture nervose annesse: 1) Nervo vestibolare 2) Nervo cocleare 3) Nervo facciale 4) Ganglio genicolato 5) Chorda tympani 6) Coclea 7) Canali semicircolari 8) Manico del martello 9) Timpano 10) Tromba di Eustachio

Le ampolle dei canali semicircolari superiore e laterale sono irrorate dall'arteria vestibolare, mentre l'ampolla posteriore dall'arteria vestibolococleare entrambi rami terminali dall'arteria uditiva interna.
I canali semicircolari sono drenati dalla vena dell'acquedotto del vestibolo.
I vasi linfatici non sono presenti nei canali semicircolari, come in tutto il labirinto membranoso.
I canali semicircolari sono raggiungibili dai nervi ampollare superiore, ampollare laterale e ampollare posteriore, tutti derivanti dal nervo vestibolare, ma i primi due originano dal suo ramo superiore mentre il terzo dal ramo inferiore.

## Struttura

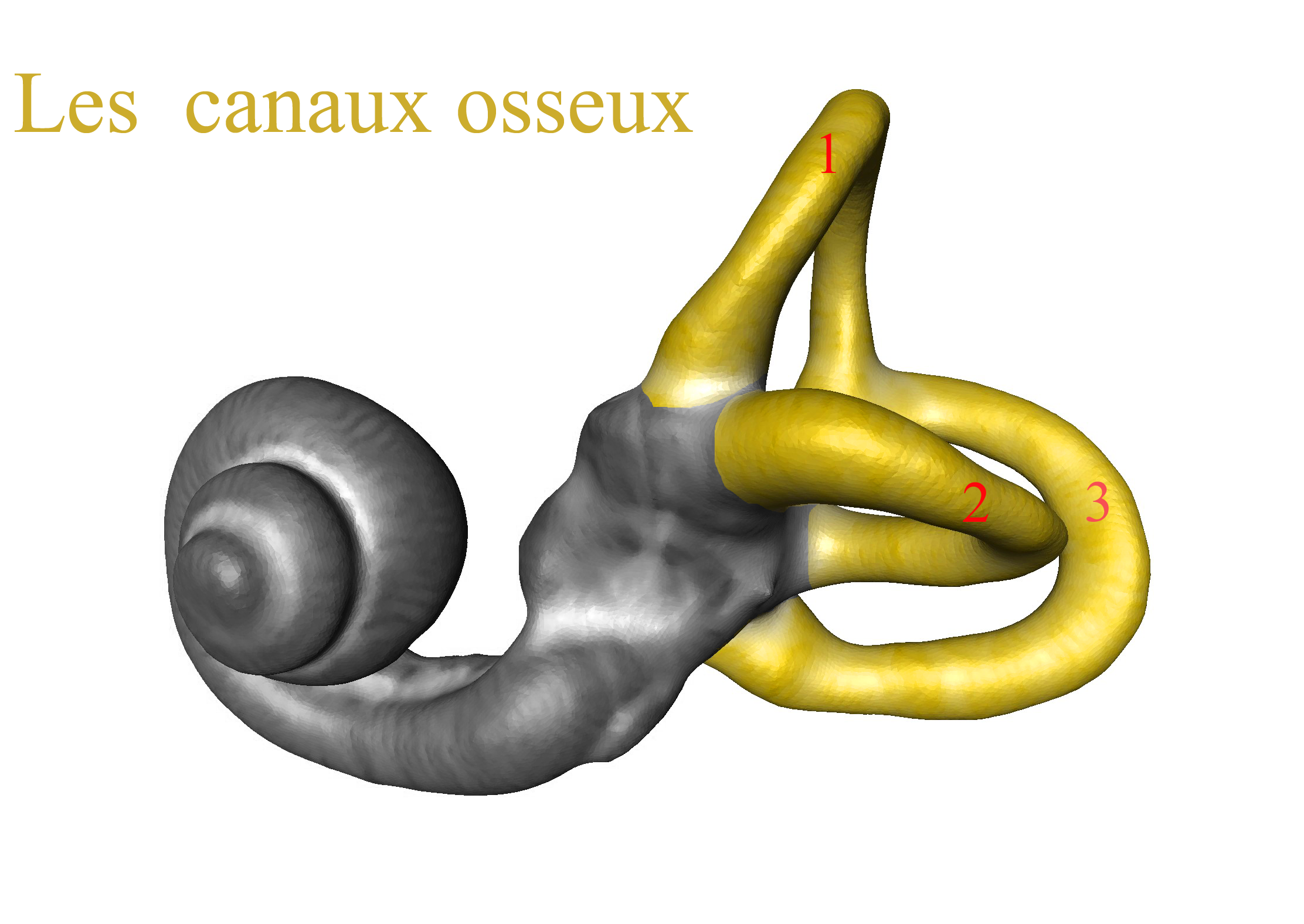
Posizione dei canali semicircolari nel labirinto osseo

Come tutte le componenti dell'orecchio interno, i canali semicircolari presentano una componente ossea, parte del labirinto osseo e una membranosa, parte del labirinto membranoso.
In entrambe le sue parti ogni canale presenta un'estremità detta braccio ampollare poiché termina con una dilatazione detta ampolla e l'estremità opposta chiamata braccio semplice. Il braccio semplice dei canali superiore e posteriore è in comune e viene chiamato braccio comune.

### Parte ossea

#### Canale semicircolare superiore
Il canale semicircolare superiore è convesso in alto ed è perpendicolare all'asse maggiore della piramide del temporale sulla quale forma l'eminenza arcuata. L'ampolla si apre nella parte anterolaterale del vestibolo, mentre il braccio semplice confluisce insieme a quello del canale posteriore nel braccio comune che si apre nella parte anteromediale del vestibolo stesso. Il canale superiore di un lato è complanare con il canale posteriore controlaterale.

#### Canale semicircolare posteriore
Il canale semicircolare posteriore presenta una convessità rivolta indietro e lateralmente ed è parallelo all'asse maggiore della piramide. L'ampolla si apre nella parete posteroinferiore del vestibolo, mentre il braccio semplice confluisce insieme a quello del canale superiore nel braccio comune che si apre nella parte anteromediale del vestibolo. Il canale posteriore di un lato è complanare con il canale superiore controlaterale.

#### Canale semicircolare laterale
Il canale semicircolare laterale presenta una convessità laterale ed è orizzontale. Le sue estremità si aprono nella parete superiore del vestibolo, l'ampolla lateralmente, mentre il braccio semplice medialmente.

### Parte membranosa

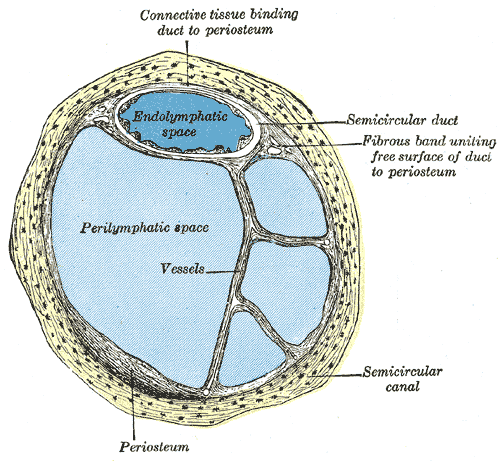
Posizione della parte membranosa all'interno del canale circolare osseo

La parte membranosa dei canali è contenuta nella componente ossea che non occupano per intero, ma di cui riprendono la configurazione.
Come il corrispettivo osseo, infatti, i canali membranosi si aprono con cinque orifizi nell'utricolo, una delle due vescicole presenti dentro la cavità vestibolare. Nelle ampolle sono presenti delle pieghe trasversali di forma semilunare, le creste ampollari o acustiche dove trovano posto le terminazioni nervose del nervo vestibolare.

#### Struttura della parete

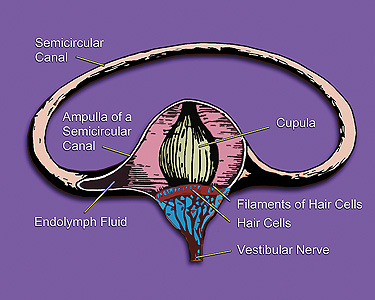
Struttura di un'ampolla

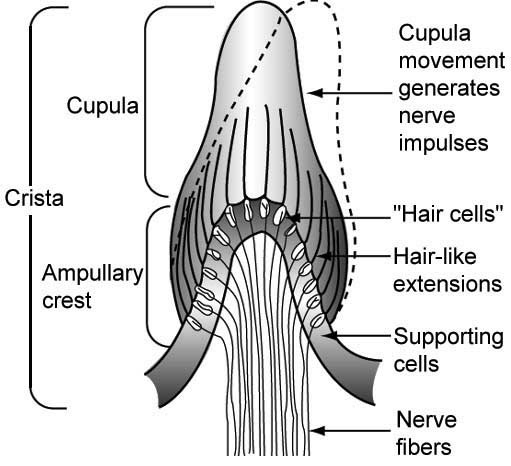
Struttura della cresta ampollare

La parete dei canali ripete la struttura comune al labirinto membranoso: una tonaca connettivale esterna e uno strato epiteliale interno che risulta cubico o pavimentoso semplice con zone in cui è specializzato nella recezione di stimoli cinetici. Tale apparato recettoriale, infatti, è presente sulle creste ampollari dove si rinvengono tre tipi di cellule: cellule di sostegno e cellule cigliate di tipi 1 e 2.
Le cellule di sostegno sono alte, prismatiche e più espanse nel lato basale dove si pongono in contatto fra loro, cosa che non accade nel versante apicale dove sono separate dalle cellule cigliate.

Le cellule cigliate, presenti anche nella parete vestibolare, delle creste ampollari presentano i peli acustici all'interno di una formazione gelatinosa a forma di cupola, la cupola ampollare, che occupa l'intero volume dell'ampolla comportandosi come un diaframma gelatinoso che interrompe il lume dei canali.
Nelle creste ampollari, i chinocigli dei canali superiore e posteriore sono disposti in maniera opposta a quelli del canale laterale per via della disposizione su piani verticali dei primi due e su un piano orizzontale del secondo.

##### Cellule cigliate
Le cellule cigliate sono un particolare tipo di cellule recettoriali presenti sia nei canali semicircolari che nella cavità del vestibolo. Dal loro lato apicale emergono un chinociglio e decine di stereociglia di lunghezza decrescente mentre si allontanano dal chinociglio e tutte con la tipica organizzazione delle ciglia vibratili formata da una coppia di microtubuli centrali e nove coppie di microtubuli periferici attorno.
Le stereociglia risultano unite tra loro grazie ad un materiale filamentoso che permette movimenti reciproci e che agli apici forma il tip-link necessario nella trasduzione dello stimolo meccanico in impulso nervoso.
Le cellule di tipo 1 presentano una forma ampollare con una base ampia che accoglie il nucleo e un collo più stretto. Le terminazioni afferenti formano espansioni caliciformi che avvolgono la cellula e nella quale essa è accolta. La superficie esterna della terminazione è in contatto con terminazioni efferenti.

Le cellule di tipo 2 sono di forma cilindrica, presentano un fascetto cigliare complessivamente più corto e sono raggiunti da terminazioni afferenti ed efferenti che terminano con bottoni sinaptici e non presentano espansioni che avvolgono la cellula.
Entrambi i tipi di cellule non sono simmetriche, ma presentano una polarità dovuta alla presenza dell'unico chinociglio e alla lunghezza decrescente delle stereociglia solo da un lato di quest'ultimo. L'orientamento delle ciglia è determinante per la funzione che devono svolgere.

## Derivazione embriologica
Il vestibolo si sviluppa, come tutte le componenti dell'orecchio interno, dal placode acustico un ispessimento circolare ectodermico vicino alla vescicola rombencefalica che si forma verso la III settimana. Questa struttura, durante lo sviluppo, si divide in una parte utricolare e una parte sacculare da cui hanno origine tutte le componenti dell'apparato vestibolare. I canali anteriore e posteriore originano da un abbozzo comune nella parte utricolare, mentre quello laterale da un abbozzo separato nella parte sacculare.
Tutti i recettori si sviluppano dall'epitelio otocistico che entra in rapporto con i prolungamenti periferici del ganglio vestibolococleare dal quale derivano poi i gangli vestibolare e cocleare separati. In particolare, le creste ampollari derivano dalla macula comune primordiale che si forma: dalla parte superiore nascono le creste ampollari dei canali anteriore e laterale, dalla parte inferiore nasce la cresta ampollare del canale posteriore. Dalla VII alla VIII settimana avvengono i fenomeni di differenziazione fra cellule di sostegno e sensitive.

## Anatomia funzionale

Movimenti della cupola in seguito a rotazioni della testa

La funzione dei canali circolari è di rilevare le accelerazioni centripete dovute alla rotazione della testa. Tali apparati sono disposti simmetricamente l'uno rispetto all'altro e lavorano di concerto per la percezione dei movimenti e della posizione della testa e per stabilire i movimenti riflessi tra l'equilibrio del corpo e la fissità dello sguardo.
La percezione è garantita dalla presenza della cupola nella quale sono impegnati i ciuffi apicali delle cellule sensitive: lo spostamento di questa in seguito a movimenti del liquido circostante causa delle deflessioni delle stereociglia che portano a cambiamenti del potenziale di membrana. Questi cambiamenti vengono percepiti dal cervello come un cambiamento di frequenza di scarica delle fibre afferenti del nervo vestibolare e tali informazioni vengono poi confrontate con segnali visivi o somatosensitivi che permettono di rilevare la posizione della testa.
I tre canali sono orientati nei tre assi dello spazio e quindi riescono a percepire qualsiasi direzione di accelerazione. In più ogni canale reagisce in maniera sempre opposta rispetto al canale controlaterale e questo permette ai neuroni vestibolari che ricevono l'informazione da entrambi i lati della testa di confrontare i gradi di scarica delle afferenze e aumentare la sensibilità.

### Durante il movimento
In particolare, nei canali semicircolari l'accelerazione angolare determina un flusso in direzione opposta dell'endolinfa che provoca una deflessione della cupola con conseguente percezione del movimento.
Il flusso di endolinfa quando la testa si muove con velocità costante, a causa dell'attrito con le pareti del canale, prende presto la stessa velocità delle strutture circostanti e quindi cupola e fascetti ritornano alla posizione di riposo facendo sembrare che non ci si stia muovendo. Questa particolarità è possibile verificarla quando, bendati, si viene fatti girare su sé stessi: senza l'informazione visiva del movimento, l'apparato vestibolare non lo percepisce mentre si continua a ruotare.

### Funzionamento microscopico
Qualsiasi trasmissione nervosa dipende dal potenziale di membrana che viene modificato dalla composizione ionica presente a livello della membrana stessa. All'apice di ogni stereociglia sono presenti diversi canali ionici il cui grado di apertura può aumentare o diminuire in base al movimento delle stereociglia stesse: una deflessione verso la fila più alta provoca un aumento dell'apertura, mentre un movimento verso le file più basse ne provoca una riduzione.